# Arne B. Mann
Arne B. Mann (ur. 1952) – słowacki etnolog i badacz kultury Romów. Żyje i tworzy w Bratysławie.

## Wykształcenie
W 1978 roku ukończył studia etnologiczne na Wydziale Filozoficznym Uniwersytetu Komeńskiego w Bratysławie. 1980 r. – PhDr., 1997 r. – CSc.

## Dzialałność naukowa
Od 1983 roku pracuje jako samodzielny pracownik naukowy w Instytucie Etnologii Słowackiej Akademii Nauk. Bada historię i zwyczaje Romów na Słowacji, w tym kwestie religii i wiary, rodziny i stosunków społecznych, obrzędy i obyczaje, zagadnienia mieszkaniowe i rozwój demograficzny. W ostatnich latach intensywnie zajmuje się także tematem holokaustu Romów. W latach 1998–2016 współpracował przy badaniach „Etnokulturní vývoj Romů” na Wydziale Studiów Humanistycznych Uniwersytetu Karola w Pradze.

## Wyróżnienia[2]
- Medal Pamiątkowy, przyznany przez Prezydenta Republiki Słowackiej Rudolfa Schustera oraz Fundację Solidarita z okazji Dnia Pamięci Ofiar Holokaustu i Przemocy Rasowej 9 września 2003 (za pracę naukową związaną z holokaustem Romów).
- Nagroda Towarzystwa Etnologicznego przy Słowackiej Akademii Nauk za 2003 rok w kategorii działalność wydawnicza (wraz z Milanem Kováčem) za publikację Boh všetko vidí
- Nagroda Romipen, przyznana przez Ministerstwo Spraw Wewnętrznych Republiki Słowackiej i Pełnomocnika Rządu Republiki Słowackiej ds. Społeczności Romskiej (8 kwietnia 2014) z okazji Światowego Dnia Romów „za wkład w doskonalenie rozwoju kulturalnego i edukacyjnego Romów”.

## Monografie
- K historickým a etnokultúrnym determináciám spoločenskej integrácie Cigánov-Rómov v procese výstavby rozvinutého socializmu v Československu Slovenský národopis, 36, 1988, č.1, 256 s., monotematické číslo.
- Neznámi Rómovia. Zo života a kultúry Cigánov-Rómov na Slovensku. Bratislava, Ister Science Press 1992, 207 s.
- Boh všetko vidí / O Del sa dikhel, Duchovný svet Rómov na Slovensku (wraz z Milanem Kováčem), Bratislava, Chronos 2003, 346 s.
- Nepriznaný holocaust. Rómovia v rokoch 1939–1945 (wraz z Zuzaną Kumanovą). Bratislava, Občianske združenie In minorita, Slovenské národné múzeum, Ústav etnológie SAV 2007, 59 s. ISBN 978-80-969798-8-2.